# Stars Dance Tour
 (novembre 2014).
Si vous disposez d'ouvrages ou d'articles de référence ou si vous connaissez des sites web de qualité traitant du thème abordé ici, merci de compléter l'article en donnant les références utiles à sa vérifiabilité et en les liant à la section « Notes et références ».
Tournées par Selena Gomez
We Own the Night Tour
(2011-2012) Revival Tour
(2016)
Le Stars Dance Tour est la 4e tournée de Selena Gomez, et sa première tournée solo après la mise entre parenthèses de son groupe Selena Gomez and the Scene. La tournée fait la promotion de son quatrième album studio Stars Dance, sorti en juillet 2013.

## La tournée

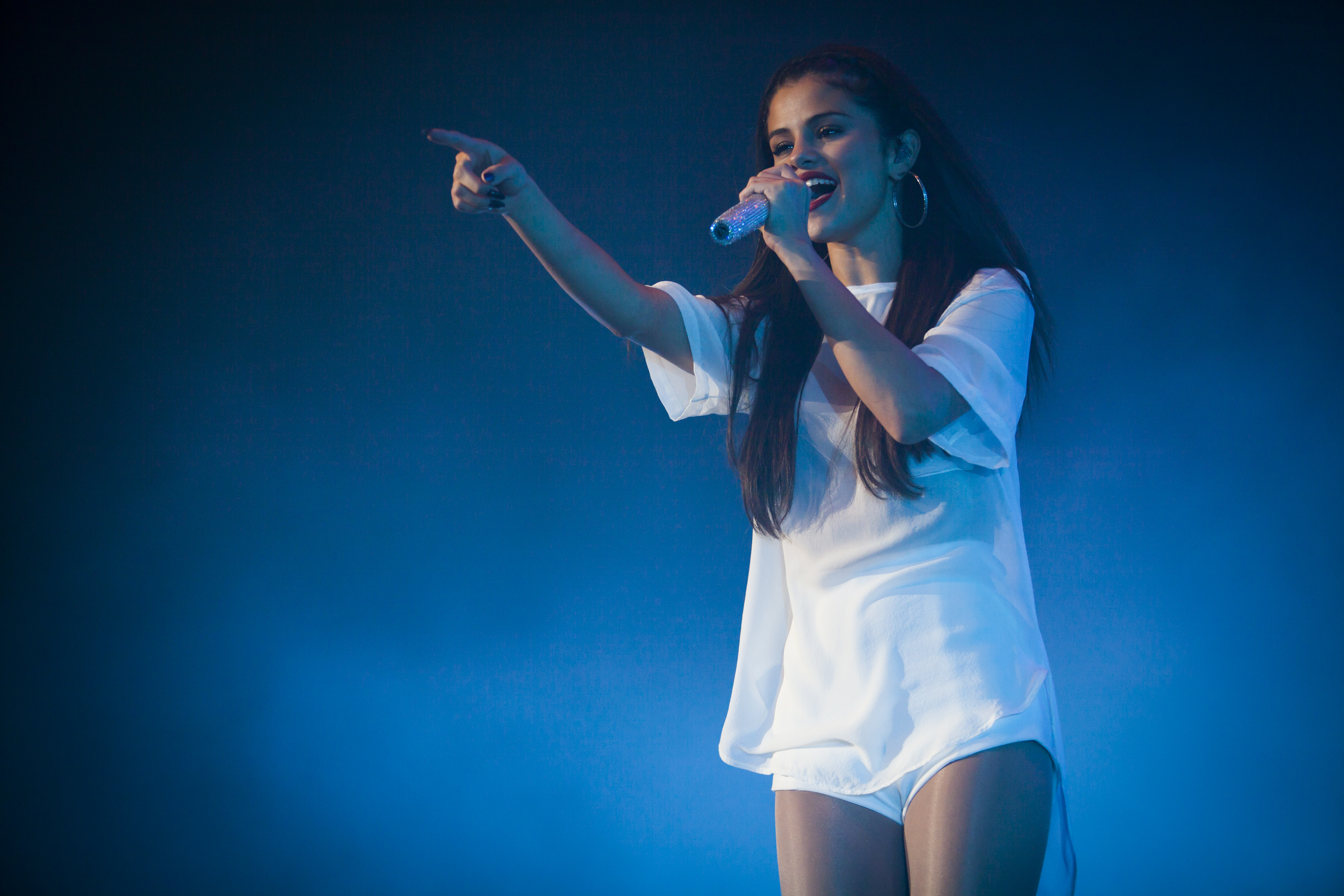
Selena Gomez durant un show de Stars Dance Tour.

La tournée a été annoncée le 15 avril 2013 par Selena Gomez elle-même. Sur cette tournée, Selena a un groupe de danseurs et un chorégraphe. « La tournée s’annonce plus adulte, mais aussi plus séduisante » a déclaré Selena [Quand ?] [Où ?]. La performance de Selena Gomez aux MTV Movie Awards, sur son nouveau single Come and Get It, est un premier aperçu de sa tournée.

## Premières parties
- Emblem3 (États-Unis et Canada)
- Christina Grimmie (États-Unis et Canada)
- Anton Ewald (Suède)
- The Vamps (Royaume-Uni)
- Union J (Portugal)
- Timeflies (Pays-Bas, Belgique et France)
- Xuso Jones (Espagne)
- Daniele Negroni (Autriche)
- Karl Wolf (Dubaï)

## Setlist
Vidéo d'ouverture
1. Bang Bang Bang
2. Round And Round
3. Like A Champion
4. B.E.A.T (contient des extraits de Work d'Iggy Azalea)

Vidéo interlude
1. Stars Dance
2. Write Your Name
3. Birthday (contient des extraits de Birthday Cake de Rihanna)
4. Roar (cover de Katy Perry) (seulement aux États-Unis)
5. Love You Like a Love Song

Vidéo interlude
1. Love Will Remember
2. Royals (cover de Lorde) (seulement en Europe et au Canada)
3. Dream (cover de Priscilla Ahn)
4. Who Says

Vidéo interlude
1. Whiplash
2. Naturally
3. Save The Day
4. Undercover
5. A Year Without Rain

Vidéo finale
1. Come and Get It
2. Slow Down

## Dates et lieux
| Date                 | Ville             | Pays                | Salle                                   | Affluence                | Revenue      | Première Partie |
| -------------------- | ----------------- | ------------------- | --------------------------------------- | ------------------------ | ------------ | --------------- |
| Amérique du Nord     |                   |                     |                                         |                          |              |                 |
| 14 août 2013         | Vancouver         | 🇨🇦 Canada           | Rogers Arena                            | 13,098 / 14,500          | $523,456     |                 |
| 16 août 2013         | Lethbridge        | 🇨🇦 Canada           | ENMAX Centre                            | 6,090 / 7,100            | $396,890     |                 |
| 17 août 2013         | Edmonton          | 🇨🇦 Canada           | Rexall Place                            | 12,500 / 13,000          | $512,009     |                 |
| 18 août 2013         | Saskatoon         | 🇨🇦 Canada           | Credit Union Centre                     | 13,056 / 14,000          | $600,098     |                 |
| 19 août 2013         | Winnipeg          | 🇨🇦 Canada           | MTS Centre                              | 14,030 / 15,100          | $602,000     |                 |
| 22 août 2013         | Ottawa            | 🇨🇦 Canada           | Canadian Tire Centre                    | 13,000 / 13,500          | $598,007     |                 |
| 23 août 2013         | Montréal          | 🇨🇦 Canada           | Bell Centre                             | 9,236 / 9,236            | $575,939     |                 |
| 24 août 2013         | Toronto           | 🇨🇦 Canada           | Air Canada Centre                       | 12,668 / 12,668          | $645,712     |                 |
| Europe               |                   |                     |                                         |                          |              |                 |
| 30 août 2013         | Copenhague        | 🇩🇰Danemark          | Falkoner Teatret                        | 3,500 / 3,500            | $150,000     |                 |
| 31 août 2013         | Stockholm         | 🇸🇪 Suède            | Fryshuset                               | 4,000 / 4,000            | $210,000     |                 |
| 1er septembre 2013   | Oslo              | 🇳🇴Norvège           | Oslo Spektrum                           |                          | $683,520     |                 |
| 3 septembre 2013     | Amsterdam         | 🇳🇱 Pays-Bas         | Heineken Music Hall                     | 5 500 / 5 500            | 311 009 $    |                 |
| 4 septembre 2013     | Anvers            | 🇧🇪Belgique          | Lotto Arena                             | 8,050 / 8,050            | $508,009     |                 |
| 5 septembre 2013     | Paris             | 🇨🇵 France           | Zénith de Paris                         | 6,293 / 6,293            | $345,009     |                 |
| 7 septembre 2013     | Londres           | 🇬🇧 Royaume-Uni      | HMV Hammersmith Apollo                  |                          | $642,000     |                 |
| 8 septembre 2013     | Londres           | 🇬🇧 Royaume-Uni      | HMV Hammersmith Apollo                  |                          | $642,000     |                 |
| 11 septembre 2013    | Lisbonne          | 🇵🇹Portugal          | Campo Pequeno                           | 10,050 / 10,050          | $632,112     |                 |
| 12 septembre 2013    | Madrid            | 🇪🇦Espagne           | Palacio Vistalegre                      | 14,300 / 15,000          | $698,789     |                 |
| 14 septembre 2013    | Francfort         | 🇩🇪 Allemagne        | Jahrhunderthalle                        | 6,000 / 6,000            | $398,000     |                 |
| 16 septembre 2013    | Milan             | 🇮🇹 Italie           | Discoteca Alcatraz                      | 2,000 / 2,000            | $368,250     |                 |
| 17 septembre 2013    | Vienne            | 🇦🇹 Autriche         | Wiener Stadthalle                       | 15,030 / 16,000          | $600,009     |                 |
| 19 septembre 2013    | Minsk             | 🇧🇾 Belarus          | Minsk Arena                             | Annulé                   | Annulé       |                 |
| 21 septembre 2013    | Kiev              | 🇺🇦 Ukraine          | Palais des Sports de Kiev               | Annulé                   | Annulé       |                 |
| 23 septembre 2013    | Saint-Pétersbourg | 🇷🇺 Russie           | Ice Palace                              | Annulé                   | Annulé       |                 |
| 24 septembre 2013    | Moscou            | 🇷🇺 Russie           | Olimpiyskiy                             | Annulé                   | Annulé       |                 |
| Asie ,               |                   |                     |                                         |                          |              |                 |
| 27 septembre 2013[A] | Dubaï             | Émirats arabes unis | Trade Centre Arena                      | 7 000 / 7 000            | $512,009     |                 |
| Amérique du Nord     |                   |                     |                                         |                          |              |                 |
| 10 octobre 2013      | Fairfax           | 🇺🇸 États-Unis       | Patriot Center                          | 9,030 / 10,000           | $567,000     |                 |
| 11 octobre 2013      | Pittsburgh        | 🇺🇸 États-Unis       | Petersen Events Center                  | 11,987 / 12,508          | $608,987     |                 |
| 12 octobre 2013      | Boston            | 🇺🇸 États-Unis       | TD Garden                               | 12,956 / 13,000          | $598,768     |                 |
| 15 octobre 2013      | Buffalo           | 🇺🇸 États-Unis       | First Niagara Center                    |                          | $567,987     |                 |
| 16 octobre 2013      | New York          | 🇺🇸 États-Unis       | Barclays Center                         | 12,873 / 12,873          | $675.650     |                 |
| 18 octobre 2013      | Philadelphie      | 🇺🇸 États-Unis       | Wells Fargo Center                      |                          | $589,002     |                 |
| 19 octobre 2013      | Uncasville        | 🇺🇸 États-Unis       | Mohegan Sun Arena                       | 7,043 / 7,043            | $379,408     |                 |
| 20 octobre 2013      | Newark            | 🇺🇸 États-Unis       | Prudential Center                       | 12,126 / 12,126          | 600,987      |                 |
| 22 octobre 2013      | Hershey           | 🇺🇸 États-Unis       | Giant Center                            | 10,500 / 10,500          | $564,987     |                 |
| 23 octobre 2013      | Louisville        | 🇺🇸 États-Unis       | KFC Yum! Center                         | 6,360 / 6,360            | $256,012     |                 |
| 25 octobre 2013      | Nashville         | 🇺🇸 États-Unis       | Bridgestone Arena                       | 7,674 / 7,674            | $315,208     |                 |
| 26 octobre 2013      | Atlanta           | 🇺🇸 États-Unis       | Philips Arena                           | 9,173 / 9,173            | $531,345     |                 |
| 27 octobre 2013      | Charlotte         | 🇺🇸 États-Unis       | Time Warner Cable Arena                 | 13,000 / 13,700          | $657,000     |                 |
| 29 octobre 2013      | Sunrise           | 🇺🇸 États-Unis       | BB&T Center                             | 16,789 / 17,000          | $769,000     |                 |
| 30 octobre 2013      | Tampa             | 🇺🇸 États-Unis       | Tampa Bay Times Forum                   | 19,456 / 20,000          | $890,000     |                 |
| 1er novembre 2013    | San Antonio       | 🇺🇸 États-Unis       | AT&T Center                             | 14,567 / 15,000          | $678.900     |                 |
| 2 novembre 2013      | Houston           | 🇺🇸 États-Unis       | Toyota Center                           | 15,300 / 16,000          | $769,567     |                 |
| 3 novembre 2013      | Dallas            | 🇺🇸 États-Unis       | American Airlines Center                | 18,989 / 20,000          | $897,000     |                 |
| 5 novembre 2013      | Phoenix           | 🇺🇸 États-Unis       | US Airways Center                       | 13,289 / 13,500          | $678,098     |                 |
| 6 novembre 2013      | Los Angeles       | 🇺🇸 États-Unis       | Staples Center                          |                          | $1,012,342   |                 |
| 8 novembre 2013      | San Diego         | 🇺🇸 États-Unis       | Valley View Casino Center               | 14,000 / 14,800          | $613,098     |                 |
| 9 novembre 2013      | Las Vegas         | 🇺🇸 États-Unis       | Mandalay Bay Events Center              | 11,012 / 12,000          | $567,006     |                 |
| 10 novembre 2013     | San José          | 🇺🇸 États-Unis       | SAP Center at San Jose                  | 17,098 / 18,000          | $700,098     |                 |
| 12 novembre 2013     | Seattle           | 🇺🇸 États-Unis       | KeyArena                                |                          | $712,345     |                 |
| 14 novembre 2013     | Salt Lake City    | 🇺🇸 États-Unis       | EnergySolutions Arena                   | 14,003 / 15,000          | $693,876     |                 |
| 16 novembre 2013     | Broomfield        | 🇺🇸 États-Unis       | 1stBank Center                          | 7,500 / 7,500            | $456,098     |                 |
| 17 novembre 2013     | Kansas City       | 🇺🇸 États-Unis       | Sprint Center                           | 8,362 / 8,362            | $524,009     |                 |
| 18 novembre 2013     | Saint-Louis       | 🇺🇸 États-Unis       | Chaifetz Arena                          | 10,600 / 10,600          | $678,900     |                 |
| 19 novembre 2013     | Indianapolis      | 🇺🇸 États-Unis       | Bankers Life Fieldhouse                 | 16,097 / 17,000          | $700,987     |                 |
| 21 novembre 2013     | Minneapolis       | 🇺🇸 États-Unis       | Target Center                           | 9,000 / 9,000            | $497,657     |                 |
| 22 novembre 2013     | Rosemont          | 🇺🇸 États-Unis       | Allstate Arena                          |                          | $798,999     |                 |
| 23 novembre 2013     | Columbus          | 🇺🇸 États-Unis       | Nationwide Arena                        | 19,509 / 20,000          | $986,234     |                 |
| 26 novembre 2013     | Auburn Hills      | 🇺🇸 États-Unis       | The Palace of Auburn Hills              | 10,012 / 10,012          | $567,412     |                 |
| Asie                 |                   |                     |                                         |                          |              |                 |
| 16 janvier 2014      | Tokyo             | 🇯🇵 Japon            | Zepp (en)                               | Annulé                   | Annulé       |                 |
| 17 janvier 2014      | Tokyo             | 🇯🇵 Japon            | Zepp (en)                               | Annulé                   | Annulé       |                 |
| 20 janvier 2014      | Osaka             | 🇯🇵 Japon            | Namba Hatch                             | Annulé                   | Annulé       |                 |
| 21 janvier 2014      | Nagoya            | 🇯🇵 Japon            | Zepp (en)                               | Annulé                   | Annulé       |                 |
| 24 janvier 2014      | Shanghaï          | 🇨🇳 Chine            | Qizhong Forest Sports City Arena        | Annulé                   | Annulé       |                 |
| 26 janvier 2014      | Kuala Lumpur      | 🇲🇾Malaisie          | Stadium Merdeka                         | Annulé                   | Annulé       |                 |
| 29 janvier 2014      | Manille           | 🇵🇭Philippines       | Araneta Coliseum                        | Annulé                   | Annulé       |                 |
| Australie            |                   |                     |                                         |                          |              |                 |
| 1er février 2014     | Perth             | 🇦🇺Australie         | Perth Arena                             | Annulé                   | Annulé       |                 |
| 4 février 2014       | Adélaïde          | 🇦🇺Australie         | Adelaide Entertainment Centre           | Annulé                   | Annulé       |                 |
| 6 février 2014       | Brisbane          | 🇦🇺Australie         | Brisbane Convention & Exhibition Centre | Annulé                   | Annulé       |                 |
| 7 février 2014       | Sydney            | 🇦🇺Australie         | Sydney Entertainment Centre             | Annulé                   | Annulé       |                 |
| 8 février 2014       | Melbourne         | 🇦🇺Australie         | Rod Laver Arena                         | Annulé                   | Annulé       |                 |
| Asie                 |                   |                     |                                         |                          |              |                 |
| 21 février 2014      | Singapour         | 🇸🇬Singapour         | The Star Performing Arts Centre         | Annulé                   | Annulé       |                 |
| Amérique du Nord     |                   |                     |                                         |                          |              |                 |
| 8 mars 2014          | Hidalgo           | 🇺🇸 États-Unis       | State Farm Arena                        | 6,000 / 6,000            | $398,433     |                 |
| 9 mars 2014          | Houston           | 🇺🇸 États-Unis       | Reliant Stadium                         |                          | 3 976 988 $  |                 |
| Total                | Total             | Total               | Total                                   | 711 345 / 715 456 (98 %) | 36 992 215 $ |                 |